# Далёкие близкие
«Далёкие близкие» — российский драматический фильм Ивана Соснина. Премьера состоялась в рамках XXX фестиваля российского кино «Окно в Европу» в августе 2022 года. Работа получила первое место в зрительском голосовании фестиваля, а в ноябре 2023 года фильм победил в номинации "Лучший художественный фильм для детей в старшей возрастной категории" VI Большого детского фестиваля.
В прокат фильм вышел 29 сентября 2022 года.
Телевизионная премьера фильма состоялась 5 ноября 2023 года на «Первом канале».

## Сюжет
Фильм рассказывает об учителе географии хабаровской школы, который живёт рутинной жизнью и постепенно отдаляется от своего сына Миши. Но всё изменилось, когда Миша решил подарить папе свой старый смартфон, в результате чего отец начинает регистрироваться в соцсетях…

## В ролях
| Актёр                  | Роль              |
| ---------------------- | ----------------- |
| Евгений Сытый          | Борис             |
| Филипп Авдеев          | Миша              |
| Екатерина Агеева       | Маша              |
| Елена Яковлева         | Надежда           |
| Кирилл Кяро            | дальнобойщик      |
| Ирина Пегова           | Наталья Павловна  |
| Дмитрий Лысенков       | директор          |
| Андрей Ургант          | Вова, друг Бориса |
| София Сучкова          | подруга Маши      |
| Андрей Благословенский | сосед             |